# Münchhausen-szindróma
A Münchhausen-szindróma vagy fakticiózus zavar egy pszichiátriai betegség, a színlelt zavarok szélsőséges változata. Jellemzője, hogy a beteg testi, organikus tüneteket színlel és a betegszerep felvételére törekszik.

## Tünetei
A beteg számtalanszor kerül kórházba, rendszerint igen hosszú kórelőzménnyel rendelkezik. Sebészeti kórképekre jellemző panaszokról számol be, hogy laparotómiát végezzenek rajta (laparotimophilia migrans) vagy ijesztő mértékű vérzések (haemorrhagia histrionica), nem jellegzetes görcsrohamok (neurologica diabolica), máskor tettetett szívrohamok (cardiopathia fantastica) miatt kerül újra kórházba. A betegséget elsőként Richard Asher írta le 1951-ben, aki a számtalan hihetetlen történetéről ismert Münchhausen báróról nevezte el a kórképet. A báró egy 18. századi lovassági tiszt, aki kitalált kalandjairól fogadóról fogadóra járva mesélt.
Sokan alávetik magukat fájdalmas vizsgálatoknak, kezeléseknek, sokszor még műtéteknek is. Ha az orvosok szembesítik őket szimulálásuk tényével, általában sietősen elhagyják a kórházat és egy másik helyre kérik a felvételüket. Egyesek gyakran válnak bizonytalanná, ha betegségükről kérdezik őket, mások alaposan kidolgozott betegségtörténetet tudnak előadni (pseudologia fantastica).

## Prevalencia
A betegek próbálják eltitkolni a problémáik valódi hátterét, ezért a prevalencia megítélése nehézségekbe ütközik. De úgy tűnik gyakoribbak férfiak, mint nők körében. Az esetek többségében fiatal felnőttkorban kezdődik, és ellehetetlenítik az állandó munkaviszony fenntartását.
Általában olyan emberek produkálják, akik gyermekkorukban gyakorta hosszú betegségben szenvedtek, kórházi kezelésen estek át, vagy általában nem bíznak az orvosokban. Ellenérzésük akár az egész orvosi szakmára kiterjed, esetleg régebben nővérként, laboratóriumi asszisztensként vagy valami hasonlóként dolgoztak. De olyanoknál is előfordul, akiknek tartós kapcsolatuk volt orvosokkal vagy függő, önsorsrontó jellemvonásokkal bírnak.

## Helyettesítő Münchhausen-szindróma
Külön kategória a más által előidézett Münchhausen-szindróma (angolul: Munchausen syndrome by proxy), amikor a betegségben szenvedő egyén kitalálja, eltúlozza, súlyosbítja vagy előidézi az általa gondozott, többnyire kisgyermek betegségét, azzal a szándékkal, hogy a környezetében és az ellátó személyzet részéről együttérzést, figyelmet szerezzen magának.
Tipikus esetben az előidéző vágyik a szeretetre, amit az odaadó ápolásért cserébe remél a környezetétől.
Igen ellentmondásos kórkép – egyes szakemberek szerint nem is igazi betegség, mindössze a gyermekbántalmazás egy különösen kegyetlen módja, és ezért nem orvosi, hanem büntetőjogi szempontból kell vizsgálni.

### Helyettesítő Münchhausen-szindrómára utaló jelek
- a gyermek betegsége magyarázhatatlan, rendkívül ritka;
- a tünetek nem magyarázhatók, orvosi beavatkozás ellenére ismétlődnek;
- a vizsgálati leletek nem konzisztensek egymással, sem a gyermek általános állapotával;
- a gyermek tünetei az anya jelenlétéhez kapcsolódnak;
- az anya látványosan aggodalmaskodik a gyermek állapota miatt, kitartóan ragaszkodik a kórházi ellátáshoz;
- keresi a kezelőorvos társaságát és figyelmét;
- az anya az előírt gyógymódot hatástalansága miatt nem fogadja el;
- a családban többféle betegséggel küszködnek, és hasonló szimptómák jelentkeznek a család más tagjainál is.

Egyik leghíresebb ilyen eset Dee Dee Blanchard és Gypsy Rose nevű lányának esete, ahol a család élete az anya meggyilkolásával végződött. A történetet "A tett" című sorozatban is feldolgozták.

## Kezelése
Gyógyulásukhoz mindenképpen külső segítségre van szükség. A kezelésük nem egyszerű, hiszen ezek az emberek éppen a beteg „státuszhoz” ragaszkodnak, nem keresik a gyógyulást. A szakirodalom azt javasolja, hogy hasznos, ha a kezelő személyzet óvatosan szembesíti a beteget a felismert helyzettel. Fontos megértetni vele, hogy állapota súlyos, és amit tesz, azzal akár életét is veszélyeztetheti. Hosszú távon pszichoterápia, viselkedésterápia, vagy a helyzettől függően családterápia kombinációja hozhat eredményt, amit szükség esetén gyógyszeres kezeléssel, szorongásoldókkal, antidepresszánsokkal egészítenek ki. A terápia sikeréhez elengedhetetlen a beteg aktív részvétele, a terápiás üléseken való rendszeres megjelenés, az előírás szerinti gyógyszerszedés.